# Janet Shaw
Janet Shaw, nata Ellen Martha Clancy (Beatrice, 23 gennaio 1919 – Beatrice, 15 ottobre 2001), è stata un'attrice statunitense.

## Biografia
La sua famiglia si trasferì dal Nebraska a Los Angeles ed Ellen studiò alla Beverly Hills High School. Nel 1934 apparve in A Trip Through a Hollywood Studio, un cortometraggio dedicato alle aspiranti attrici, e dall'anno seguente iniziò la sua carriera cinematografica con un contratto della Warner Bros. e lo pseudonimo di Janet Shaw, interpretando parti di secondo piano in film di vario genere, compresi Figlia del vento (1938), il film che procurò a Bette Davis e a Fay Bainter il premio Oscar, e Il grande amore (1939), ancora con Bette Davis.
Passata alla MGM, interpretò Il ponte di Waterloo (1940), col quale Vivien Leigh vinse il premio del National Board of Review per la migliore interpretazione. Nel 1943, per la Universal Pictures, fece parte del cast del film di Alfred Hitchcock L'ombra del dubbio, in cui Teresa Wright fu premiata dal National Board of Review, e nel quale Janet Shaw recitò una parte breve ma molto intensa, la migliore di tutta la sua carriera.
Nel 1944 sposò Williard Ilefeldt, un ufficiale dell'aviazione militare conosciuto nel 1940 all'aeroporto di Long Beach quando recitava nel film Flight Angels. Divorziata l'anno seguente, alla fine del 1946 si risposò con David Stuart, un organizzatore di manifestazioni jazzistiche come il New Orleans Jazz Music.
Nel 1947, con Prigionieri del destino di Robert Siodmak concluse la sua carriera cinematografia comprendente quasi 70 film. Dopo la morte del marito, avvenuta nel 1984, tornò nella sua città natale, dove morì a 81 anni nel 2001.

## Filmografia parziale
- Voglio essere amata (1935)
- Prairie Thunder (1937)
- L'isola dei dimenticati (1937)
- Figlia del vento (1938)
- Io ti aspetterò (1938)
- Il grande amore (1939)
- Il ponte di Waterloo (1940)
- Ragazze nell'artiglio (1941)
- Night Monster (1942)
- L'ombra del dubbio (1943)
- Cinque maniere di amare (1944)
- I predoni della jungla (1945)
- Dark Alibi (1946)
- Prigionieri del destino (1947)

## Doppiatrici italiane
- Miranda Bonansea in Il grande amore
- Micaela Giustiniani in Il ponte di Waterloo